# Ayrılıkçeşmesi
Ayrılıkçeşmesi ("Fontana dell'addio", in Turco) è un quartiere del distretto asiatico di Kadıköy di Istanbul, in Turchia. A causa del tipo di insediamento, i suoi confini non sono ben definiti, tuttavia la località si trova per lo più all'interno della mahalle di Rasimpaşa.

## Storia
Il quartiere prende il nome dalla fontana costruita da un funzionario di corte ottomano nel XVI secolo e restaurata nel XVIII secolo. "Ayrılıkçeşmesi" in turco significa letteralmente "Fontana dell'Addio". La fontana fu chiamata così quando il sultano Murad IV(regno 1623-40) lasciò la capitale al comando del suo esercito per la campagna di Baghdad nel 1623.
Storicamente era il luogo sul lato asiatico di Istanbul, dove sia l'esercito ottomano quando iniziava una campagna in Oriente, sia il reggimento imperiale che trasportava donazioni e regali alla Mecca, sia le carovane di pellegrini musulmani diretti all'Hajj, sia i funzionari di alto rango in partenza per i loro luoghi di destinazione si riunivano sul prato davanti alla fontana, pregavano un'ultima volta dopo abluzioni rituali alla fontana e infine partivano, ricevendo un addio cerimoniale.
Precedentemente il quartiere era chiamato "İbrahimağa".

## Monumenti e luoghi d'interesse
Ayrılıkçeşme Sokağı, una strada storica del quartiere, è degna di nota per le sue case ottomane in legno.

## Trasporti

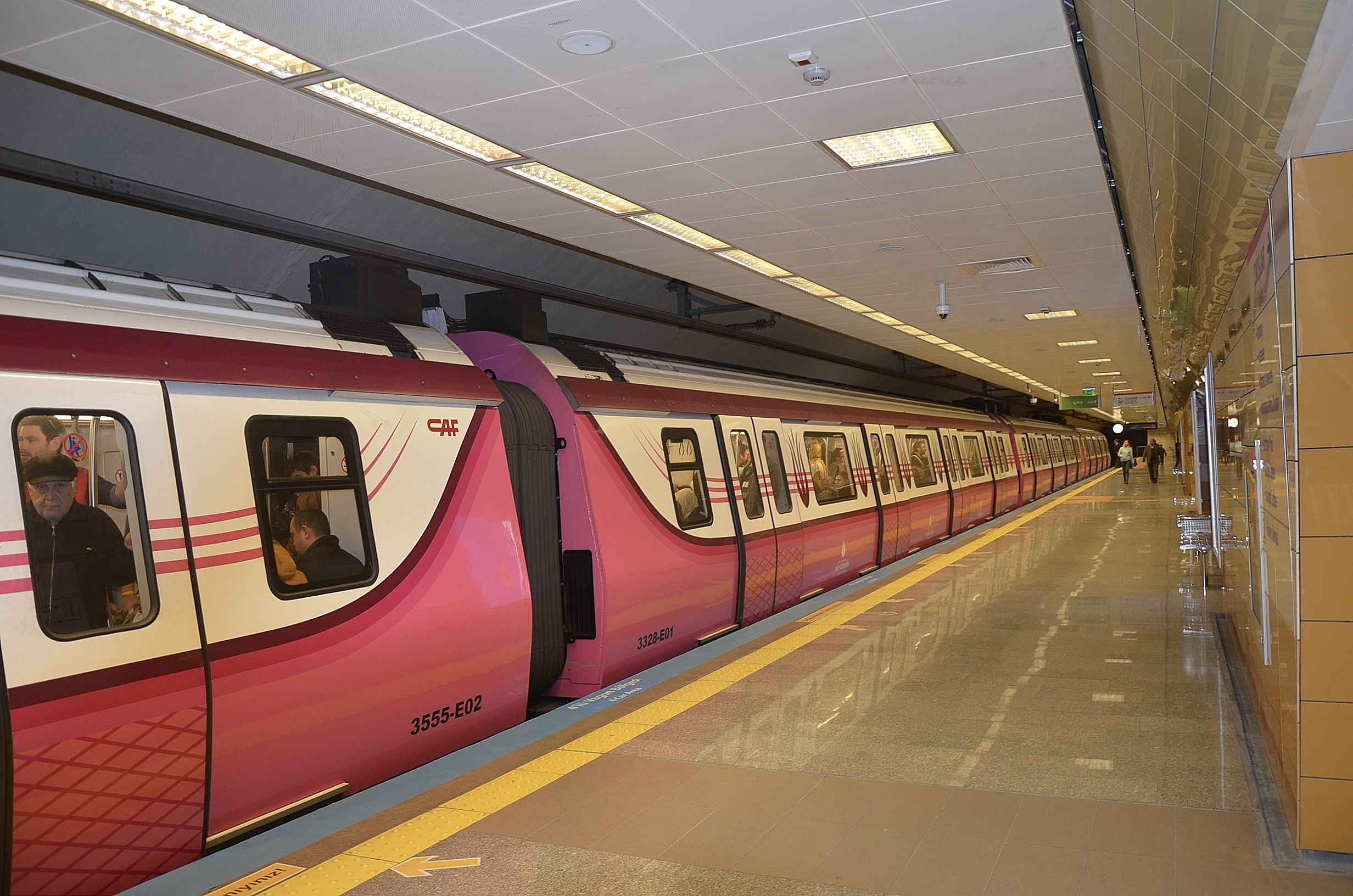
La stazione di Ayrılıkçeşmesi della linea M4 della metropolitana di Istanbul

La linea M4 della metropolitana di Istanbul ha una stazione ad Ayrılıkçeşmesi, che in passato si chiamava Çayırbaşı. Il 29 ottobre 2013, giorno del 90º anniversario della Repubblica, è entrato in servizio l'attraversamento sottomarino del Bosforo di Marmaray, con la stazione di Ayrılıkçeşmesi come capolinea orientale. Nel frattempo la linea è stata prolungata sino a Gebze.

## Economia
Ad Ayrılıkçeşmesi si trova il centro commerciale Tepe Nautilus, costruito nel 2001.